# Pszczyński
Pszczyński là một huyện thuộc tỉnh Śląskie của Ba Lan. Huyện có diện tích 471 km². Đến ngày 1 tháng 1 năm 2011, dân số của huyện là 106993 người và mật độ 227 người/km².